# Нельсон, Зак
Зак Марк Энтони Эмека Нельсон (англ. Zack Mark Anthony Emeka Nelson; родился 21 апреля 2005 года, Лондон, Англия) — английский футболист, полузащитник клуба «Лутон Таун».

## Карьера
Воспитанник академии клуба «Тоттенхэм Хотспур», в которой занимался с 7 до 15 лет, после перешёл в академию «Лутон Таун», где завершил обучение. В составе молодёжной команды стал финалистом Кубка лиги 2022. С сентября 2022 года начал тренироваться с первой командой. Впервые в заявку попал 4 октября на домашний матч против «Хаддерсфилд Таун». 6 марта 2023 года подписал свой первый профессиональный контракт с клубом. Впервые в заявку на матч Премьер-лиги попал 5 ноября; ту игру с «Ливерпулем» провёл на скамейке запасных. 31 января 2024 года продлил своё соглашение с клубом. Дебютировал за «шляпников» 9 марта в гостевой встрече с «Кристал Пэлас», заменив на 87-й минуте Тахита Чонга.